# SKion
SKion GmbH er et holdingselskab, for Susanne Klattens industriselskaber. Selskabet blev etableret som et investeringsselskab i 2006. De væsentligste aktiver er kemivirksomheden Altana (100 %), SGL Carbon (28,5 %), Avista Oil (45 %) og SKion Water (100 %).